# Preperonidèl·lids
Els preperonidèl·lids (Preperonidellidae) són una família extinta d'esponges de mar de l'ordre Agelasida.

## Gèneres
Segons Paleobiology Database (26 de gener de 2021):
- † Cladospongia Rigby et al., 2008
- † Djemelia Rigby & Senowbari-Daryan, 1996
  - † Heptatubispongiinae Rigby & Senowbari-Daryan, 1996
- † Milyasa Senowbari-Daryan & Link 2016
  - † Permocorynellinae Rigby & Senowbari-Daryan, 1996
  - † Precorynellinae Rigby & Senowbari-Daryan, 1996
  - † Preperonidellinae Finks et al., 2004
- † Ramostella Rigby & Senowbari-Daryan, 1996
- † Saginospongia Rigby & Senowbari-Daryan, 1996
- † Stipespongia Rigby et al., 2008
- † Virgulaspongia Rigby et al., 2008